# قائم‌شهر

نقشهٔ قدیمی قائم‌شهر

میدان شاه در سال ۱۳۵۷. مجسمه شاه در وسط میدان.

قائم‌شهر () از پرجمعیت‌ترین و بزرگ‌ترین شهرهای استان مازندران و شمال ایران و مرکز شهرستان قائم‌شهر است که در ناحیهٔ البرز مرکزی قرار گرفته و قبل از انقلاب ۱۳۵۷ آن را شاهی می‌نامیدند. قائم‌شهر قطب صنعت و صادرات در مازندران و از شهرهای مهم ترابری، کشاورزی، گردشگری، معدنی و صنعتی ایران است.
از دید ناهمواری‌های طبیعی، قائم‌شهر به دو ناحیهٔ دشتی و کوهپایه‌ایِ البرز تقسیم می‌شود و ۵۱ متر از سطح دریا ارتفاع دارد. قائم‌شهر دارای اقلیم معتدل و مرطوب است. در بیشتر سال‌ها، فصل زمستان نیمی از کل بارش‌های سالانهٔ قائم‌شهر را تأمین می‌کند و تابستان نیز کم‌باران‌ترین فصل در قائم‌شهر است. بارش میانگین قائم‌شهر معادل ۸۵۰ میلی‌متر است. بر مبنای آخرین داده‌های دقیق جغرافیایی قائم‌شهر یکی از بزرگ‌ترین شهرهای شمال ایران محسوب می‌شود.
مردم قائم‌شهر از قومیت طبری هستند و به زبان مازندرانی صحبت می‌کنند. مردم قائم‌شهر به گویش قائمشهری که یکی از گویش‌های زبان مازندرانی است صحبت می‌کنند. بیشتر مردم این شهر رسماً مسلمان و شیعه دوازده‌امامی هستند.
پیشینه زندگی در قائم‌شهر که شهرهای باستانی چمنو و توجی را هم شامل می‌شود به عصر آهن برمی‌گردد و کاوش‌های باستان‌شناسی صورت گرفته در قائم‌شهر منجر به کشف سفال‌های ۵۰۰۰ ساله و ابزارهای سنگی شد. این شهر در دوران صفویان مورد توجه بیشتری قرار گرفت، سپس بنای اولیه قائم‌شهر در دوران قاجاریان با نام علی‌آباد نهاده شد، ولی سرچشمه شکوفایی و پیشرفت این شهر به دوران پهلوی برمی‌گردد. در دوران پهلوی ساخت راه‌آهن سراسری ایران از قائم‌شهر آغاز گشت و کارخانجات و مراکز مختلفی در قائم‌شهر ساخته شد. در شهریور سال ۱۳۱۴ ه‍.ش به موجب تصویب‌نامه هیئت وزیران، نام این شهر که در نزدیکی سوادکوه زادگاه رضاشاه قرار دارد به شاهی مبدل گردید. پس از پایان جنگ جهانی دوم توسعه قائم‌شهر ادامه یافت و قائم‌شهر کانون پذیرش جمعیت شد. در جریان انقلاب ۱۳۵۷، شاهی به قائم‌شهر تغییر نام پیدا کرد.
قائم‌شهر به عنوان یک شهر استراتژیک جغرافیایی که ارتباط تهران را با شمال و شمال‌شرقی از دو مسیر متفاوت جاده فیروزکوه و جاده هراز مرتبط می‌سازد دارای اهمیت ویژه می‌باشد. گفته می‌شود سالانه پنج میلیون مسافر از محور جاده فیروزکوه به قائم‌شهر تردد می‌کنند و از بندر بابلسر به مرز دریایی متصل می‌باشد. این شهر یکی از مراکز گردشگری ایران به حساب می‌آید و دارای مجموعه‌ای از جاذبه‌های گردشگری است. برج ساعت میدان طالقانی نماد قائم‌شهر است.
قائم‌شهر تا قبل از تشکیل شهرستان شاهی در سال ۱۳۲۴ جز شهرستان ساری بود؛ با تشکیل شهرستان شاهی، این شهر به عنوان مرکز شهرستان شاهی قرار گرفت. در گذشته بخش شهمیرزاد، شهرستان فیروزکوه، شهرستان سوادکوه، شهرستان جویبار و شهرستان سیمرغ بخش‌هایی از قائم‌شهر بوده که به شهرستان تبدیل شدند. جمعیت قائم‌شهر بر اساس سرشماری سال ۱۳۹۵ نزدیک به ۲۰۴٬۹۵۳ نفر است که پرتراکم‌ترین شهر استان مازندران و بخش شمال ایران محسوب می‌شود.

## وجه تسمیه
چمنو: همچنین چمنو که از دو جزء «چمن» و «او» (آب در زبان تبری) تشکیل شده است و به ناحیه‌ای اطلاق می‌شد که دارای چمن و آب یا چمنزارهای با طراوت بود. در تاریخ‌های تبرستان نوشته‌اند که در سده ۶ هجری قمری، رودی از چمنو می‌گذشت که پل آن را اسپهبد نصیرالدوله رستم شاه غازی باوندی (۵۳۶ تا ۴۶۰ هجری) اسپهبد و حاکم تبرستان به هزینه شخصی خود تعمیر نمود تا آب آن به هرز نرود. ابن اسفندیار نیز در تاریخ طبرستان به دفعات از چمنو یاد کرده است. اکنون محله‌ای به نام جمنان در قائم شهر وجود دارد.
توجی: وجه تسمیه شهر توجی یا تریجی مشخص نیست ولی ممکن است برگرفته از رود توجی در جنوب قائمشهر باشد. در نقشه اصطخری شهر توجی در نزدیکی ساری و جدا از شهر مامطیر نشان داده شده است و محل قرارگیری شهر توجی با قائمشهر امروزی مطابقت دارد.
شاهی: در دههٔ اول ۱۳۰۰ به فرمان رضاشاه؛ زادگاهش، شهر جدید شاهی بنا شد و علی‌آباد به شاهی تغییر نام یافت.
قائم‌شهر: بعد از انقلاب ۵۷، نام شهر به قائم‌شهر تغییر پیدا کرد.

## در اشعار پارسی

### ملک الشعرای بهار
سپیدرود:
| بنگر یکی به منظر چالوس کز جمال |  | صد ره به زیب وزینت مازندران فزود |

| زان جایگه به بابل و شاهی گذاره کن |  | پس با ترن به ساری و گرگان گرای زود |

## پراکندگی جمعیت
جمعیت شهرستان قائم‌شهر بر اساس سرشماری سال ۱۴۰۰ نزدیک به ۴۰۰٫۰۰۰‍ نفر است، که ۲۷۸٫۸۹۶ نفر در مناطق شهری و ۱۲۱٫۲۱۴در نقاط روستایی ساکن هستند این شهرستان در حال حاضر از ۲ شهر قائم‌شهر و ارطه و ۱ بخش مرکزی تشکیل شده است.
تراکم جمعیت در آن ۶۹۹ نفر در هر کیلومترمربع است که پرتراکم‌ترین شهرستان در سطح استان مازندران و پرتراکم‌ترین شهرستان شمال کشور محسوب می‌شود. ترکیب جمعیتی شهرستان با توجه به مهاجرپذیر بودن آن شامل اقوام مختلفی از جمله سوادکوهی‌ها، شهمیرزادی‌ها، سمنانی‌ها، گرمساری‌ها و ساکنان بومی است که اغلب آن‌ها به گویش قائمشهری زبان مازندرانی سخن می‌گویند.

### زبان
مردم قائمشهر به گویش قائمشهری که یکی از گویش‌های زبان مازندرانی هست صحبت می‌کنند. این گویش به گویش‌های فیروزکوهی، سوادکوهی، جویباری و ساروی نزدیکی فراوانی دارد.

## تاریخچه
قائم‌شهر برحسب شواهد و قرائن موجود از جمله اماکن مذهبی نظیر امامزاده یوسف‌رضا یا آرامگاه علامه فقیه شیخ طبرسی از سابقه دیرینه تمدن و فرهنگ قبل از قرن ششم هجری خبر می‌دهد.
در شهر شاهی هفته یک روز چهارشنبه بازار می‌شد چون در روزهای چهارشنبه هر هفته در این نقطه بازار می‌شد و اهالی دهستان‌های مجاور امتعه اهالی قراء و قصبات اطراف و حتی کسبه سایر شهرها سکه اجناس و محصولات خود را به بازار مزبور برده به معرض فروش می‌رساندند، نسبتاً اعتباری حاصل و مرکزیتی پیدا کرده‌بود.
در زمان خاندان بنی امیه حکومت عرب در جهت کنترل و تسلط بر نواحی جنوبی دریای مازندران اقدام به برقراری ۴۴ پاسگاه نظامی از آستارای کنونی تا استرآباد یا گرگان کنونی کرد که یکی از مهم‌ترین این پاسگاه‌ها قلعهٔ نظامی آرتا بود. این ۴۴ پاسگاه نظامی به «دینه سر» که در واقع معنایش «محافظ» دین است، مشهورند. در قلعهٔ نظامی آرتا فرمانده‌ای به نام بنی عباس با ۳۳۰ سرباز بر نواحی قائم شهر کنونی و ارطه و ساری کنونی حکومت می‌کرد.

### قبل از میلاد
با توجه به وجود تپه‌های باستانی موجود قائم‌شهر قدمتی دیرینه و طولانی برخوردار است:
- تپه گردکوه جمنون، قدمت تپه گردکوه تا عصر آهن می‌باشد.
- تپه طالقانی که آثار باستانی، تاریخی و اجساد افرادی مربوط به هزاره اول در این تپه کشف شده.
- تپه دینه کفشگرکلای ارطه که مربوط به هزاره اول قبل از میلاد است و در شهرستان قائم شهر، روستای کفشگرکلای ارطه واقع شده و تاریخ دیرینه را اثبات می‌کند.

### دوران باستان

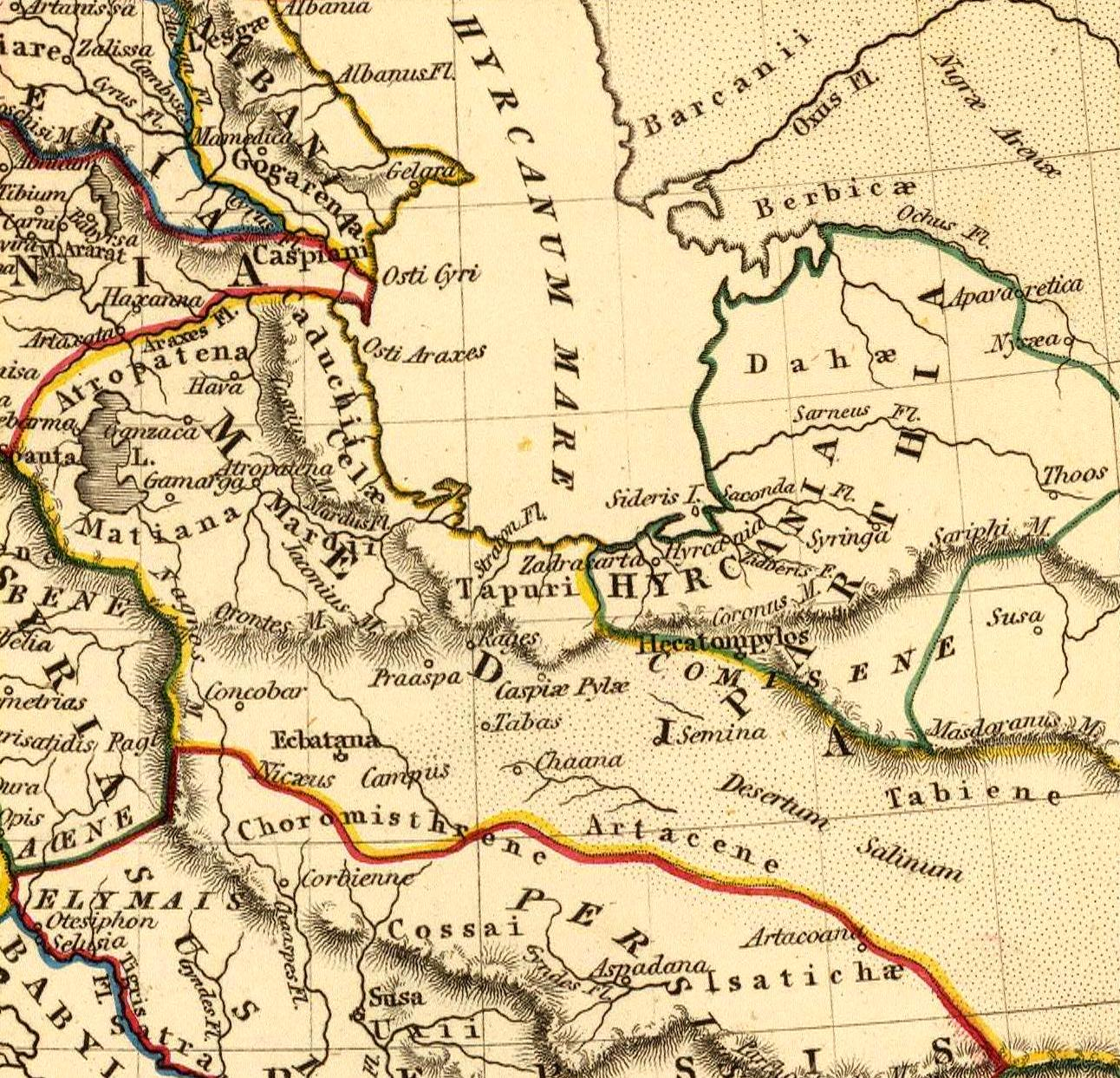
موقعیت تپورها در قرن دوم قبل از میلاد، از شرق سپیدرود تا اسرم هیرکانیا

استان مازندران پیش از اسلام تپورستان (به پهلوی: ) نامیده می‌شد که برگرفته از نام قوم تپوری (به یونانی: Τάπυροι) می‌باشد که پس از اسلام قوم طبری نام گرفتند و سرزمینشان طبرستان نامیده شد.
به گفته واسیلی بارتلد تپوری‌ها در قسمت جنوب شرقی ولایت سکونت داشتند و در قید اطاعت هخامنشیان درآمده بودند و آماردها مغلوب اسکندر مقدونی و بعد مغلوب اشکانیان شدند و اشکانیان در قرن دوم ق. م آنها را در حوالی ری سکونت دادند و اراضی سابق آماردها به تصرف تپوری‌ها درآمد و بطلمیوس در شرح دیلم یعنی قسمت شرقی گیلان در ساحل بحر خزر فقط از تپوری‌ها نام می‌برد. به گفته مجتبی مینوی قوم آمارد و قوم تپوری در سرزمین مازندران می‌زیستند و تپوری‌ها در ناحیه کوهستانی مازندران و آماردها در ناحیه جلگه‌ای مازندران سکونت داشتند. در سال ۱۷۶ ق. م فرهاد اول اشکانی قوم آمارد را به ناحیه خوار کوچاند و تپوری‌ها تمام ناحیه مازندران را فرو گرفتند و تمام ولایت به اسم ایشان تپورستان نامیده شد. شهرهای آمل، چالوس، کلار، سعیدآباد و رویان جزئی از سرزمین قوم تپوری بودند.
ویلیام اسمیت در فرهنگ لغت جغرافیای یونان و روم می‌نویسد: تپورها قومی بودند که محل سکونت آنها در دوره‌های مختلف تاریخ به نظر می‌رسد در امتداد فضای وسیعی از کشور از ارمنستان به سمت شرق تا آمودریا گسترش یافته بود. استرابون آنها را در کنار دروازه‌های کاسپین و ری، در پارت و بین دربیک و اسرم هیرکانی و همراه با آماردی‌ها و سایر مردم در امتداد سواحل جنوبی دریای مازندران قرار می‌دهد که آخرین دیدگاه یعنی سکونت در امتداد سواحل جنوبی دریای مازندران مطابق نظر کوینت کورس و دیونیسوس و پلینی هم می‌باشد. بطلمیوس در جایی آنها را در زمره اقوام سرزمین ماد به حساب می‌آورد و در جایی دیگر آنها را به مارگیانا نسبت می‌دهد. تپوری‌هایی که در پلینی و کوینت کورس به آنها اشاره می‌کند شکی در آن نیست که ناحیه کنونی طبرستان نام خود را از آنها گرفته است. آلیان توصیف عجیبی از تپوری‌هایی که در ماد زندگی می‌کردند ارائه می‌دهد.

### پیشینه
شهر قائمشهر در طول تاریخ با نام‌هایی چون چمنو، توجی، علی‌آباد و شاهی نامیده می‌شد. قدیمی‌ترین نام این شهر که در منابع سده‌های میانی دوره اسلامی (قرن هفتم تا نهم قمری) آمده است، چمنو و جمنو است. چمنو در در قرن سوم، محل نبرد سلیمان ین عبدالل، امیر طاهری طبرستان، با حسن بن زید حاکم علوی طبرستان بود. از نام‌های دیگری که در منابع تاریخی و جغرافیایی آمده است شهر توجی یا تریجی یا ترنجه است. از این شهر محصور، که قلعه‌ای نیز داشت با نام‌های متفاوتی یاد شده است. برخی ترنجه و توجی را یکی دانسته‌اند و برخی آن را دو مکان جدا می‌دانند. ظهیرالدین مرعشی توجی و چمنو را از دهات غربی ولایت ساری می‌دانند. با استناد به گفتهٔ ظهیرالدین مرعشی، شهر توجی باید در نزدیکی قائمشهر امروزی باشد. در در مسالک و ممالک اصطخری، موقعیت شهر توجی در نزدیکی در نزدیکی ساری و جدا از مامطبر نشان داده شده است. از وقایع مهم تاریخی در قلعهٔ توجی، جنگ نیروهای سیدکمال الدین مرعشی با کیاوشتاسب جلالی بود.
در منابع قرن نهم قمری، از این شهر با نام ولایت علی‌آباد یاد کرده‌اند. در سفرنامه‌های جهانگردان عصر صفویه، همچون پیترودلاواله، که به مازندران و قائمشهر امروزی آمده‌اند و نیز در تاریخ گیتی گشا، مربوط به تاریخ دوره زندیه، نام این شهر علی‌آباد ذکر شده است. در اواخر بهمن ماه ۱۳۱۰، به دستور رضا شاه، علی‌آباد شاهی نام گرفت.

### موقعیت توجی در طبرستان
از توجی (تریجی، تریجه، ترنجه و برجی) به عنوان یکی از شهرهای طبرستان یاد شده است.
ابن رسته مورخ قرن سوم، طبرستان از جانب مشرق به گرگان و قومس و از طرف مغرب به دیلم و از طرف شمال به دریا و از طرف جنوب به به بعضی از نواحی قومس و ری محدود می‌شود. به گفته ابن رسته مراکز و بخش‌های طبرستان چهارده تا است و خورهٔ آمل که کرسی و مرکز آن ناحیت است و شهرهایش عبارتند از: ساری واسرم و مامطیر و تُرنجه و روُبست و میله و مرارکدیه (کدح) و مِهروان و طَمیس و تَمار و ناتل و شالوس و رویان و کلار (کلاردشت).
اصطخری می‌نویسد: آمل، ناتل، سالوس (چالوس)، کلار (کلاردشت)، رویان، میله، برجی، چشمهٔ‌الهم، ممطیر، ساری، اسرم، مهروان، لمراسک و تمیشه در شمار طبرستان است.
ابن حوقل در وصف طبرستان می‌نویسد: بزرگ‌ترین شهر طبرستان شهر آمل و در زمان ما حاکم نشین آنجاست. از پلور تا آمل یک منزل است و از آمل به شهر میله دو فرسخ و از میله تا تریجی دو فرسخ و از تریجی به ساری یک منزل و از ساری تا استرآباد چهار منزل و از استرآباد تا گرگان دو منزل راه است و از آمل تا ناتل یک منزل و از ناتل تا چالوس یک منزل و به سمت دریا تا عین الهم یک منزل است. ابن حوقل می‌نویسد: شهرهای آمل، شالوس (چالوس)، کلار (کلاردشت)، رویان، میله، تریجی، عین الهم، مامطیر، اسرم، ساریه و طمیسه جز ولایت طبرستان است.
مقدسی نیز در احسن التقاسیم فی معرفة الاقالیم «جرجان، طبرستان، دیلمان و جیلان» را در اقلیم پنجم عالم معرفی کرده است. مقدسی همچنین طبرستان را دارای کوه‌های بسیار و باران فراوان، وصف کرده و آمل را مرکز طبرستان و چالوس، مامَطیر، تُرنجَه، اسرم، ساریه، تمیشه و… را از شهرهای طبرستان دانسته است.
به نقل از حدود العالم تمیشه، لمراسک، ساری، اسرم، مامطیر، تریجی، میله، آمل، الهم، ناتل، رودان، چالوس و کلار (کلاردشت) در شمار طبرستان هستند. به گزارش مؤلف حدود العالم ناتل، رودان، چالوس و کلار (کلاردشت) شهرک هایی‌اند اندر کوه و شکستگی‌ها و این ناحیتی است هم از طبرستان و لکن پادشاهی دیگر است و پادشاه آن استندار خوانند.
ابوالقاسم بن احمد جیهانی در کتاب اشکال‌العالم می‌نویسد: از شهرهای طبرستان: آمل، ناتل، سالوس (چالوس)، کلارودان (کلاردشت)، عین‌الهم، مامطیر، شهرباستانی اسرم، ساری، تمیشه، استرآباد، جرجان، آبسکون و دهستان است. راه آمل به دیلم، آمل تا ناتل از آنجا تا سالوس و از آنج۰ا تا کلار و از آنجا تا دیلم است. رابینو می‌نویسد: وسعت دیلم تا بیش از یک منزلی مغرب ناحیه کلار طبرستان نبوده است. حمزه اصفهانی مورخ قرن سوم در کتاب سنی ملوک الارض و الانبیا می‌نویسد: طبرستان دارای کوره‌های بسیار بود که یکی از آنها سرزمین دیلم است و ایرانیان دیلمیان را اکراد طبرستان می‌نامیدند چنان‌که عربان مردم عراق را اکراد سورستان می‌خواندند.
ابن اسفندیار طبرستان را از شرق تا غرب، محدود به دینارجاری تا ملاط دانسته، که معادل تقریبی کردکوی و رودسر کنونی هستند. ابن اسفندیار در کتاب تاریخ طبرستان از شهرهای طبرستان که دارای جامع و مصلی بودند چنین نام می‌برد: به هامون آمل، اسرم، ساری، مامطیر، رودبست، تریجه، میله، مهروان، اهلم، پای‌دشت، ناتل، کنو، شالوس (چالوس)، بیخوری، لمراسک، طمیش و به کوهستان کلار (کلاردشت)، رویان، نمار، کجویه، ویمه، شلنبه، وفاد، الجمه، شارمام، لارجان، امیدوارکوه، پریم و هزارگری.
ظهیرالدین مرعشی در کتاب تاریخ طبرستان و رویان و مازندران می‌نویسد: حد طبرستان از طرف شرقی دیناره‌جاری و از طرف غربی ملاط که آن قریه شهر هوسم که اکنون به فرضه روده‌سر اشتهارد دارد. حد مازندران از طرف شرقی بیشه انجدان می‌باشد و از طرف غربی ملاط می‌باشد. حد گرگان حالیا که به استرآباد مشهور است و اصلاً دهستان می‌گفتند شرقی دیناره جاری است که حد شرقی تمام طبرستان است و غربی انجدان که حد شرقی مازندران است. به گفتهٔ ظهیرالدین مرعشی مازندران بخشی از طبرستان است و سرزمین طبرستان، گرگان و مازندران هر دو را در بر می‌گرفت.

### در زمان صفویان
بخشی از سفرنامه دلاواله دربارهٔ مازندران: سیاح ایتالیایی از راه کویر و فیروزکوه (علی‌آباد) به مازندران رفت در سفر به مازندران هم از خصوصیات ظاهری و اخلاقی مردم این دیار از سرزمین ایران اظهار نظر کرده و هم دربارهٔ آب و هوای منطقه و همچنین دربارهٔ دلایل توجه خاص شاه به این مناطق نگاشته است. دلاواله در این باره تأکید می‌کند: "زنان و مردان مازندرانی دارای چشم و ابروی سیاه و موهای مشکی هستند و به‌ویژه زنان در نظر من زیبا جلوه می‌کنند و بر عکس زنهای مسلمان دیگر هیچوقت چهره خود را نمی‌پوشانند و از حرف زدن با مردان امتناعی ندارند و مانند مردان این دیار در برخورد بسیار مودب و مهربان هستند و همگی مردم مازندران دوست دارند خانه خود را در اختیار مهمان قرار دهند و در قبیال او با کمال ادب و رافت رفتار کنند و من در هیچ جای دیگر دنیا ندیده‌ام مردم دهات آنقدر دارای تمدن و آداب و رسوم پسندیده باشند و ملاحظه کردم ایالت هیرکانیا که به قول قدما باید عاری از تمدن و جایگاه پلنگان وحشی باشد زیباترین نقطه ایست که تا به حال در آسیا دیده‌ام و مردم آن متمدن‌ترین و باادب‌ترین مردمی هستند که ممکن است در دنیا وجود داشته باشند، دلاواله دربارهٔ علل توجه مخصوص شاه عباس به فرح آباد و مازندران یادآوری می‌کند: "شاه عباس از عشق به آبادانی و زیبایی مملکت که می‌توان گفت در وجودش نهفته است و دقیقه‌ای از این کار غافل نیست، و علاقه مخصوصی که به ایالت مازندران دارد زیرا مادرش اهل منطقه بوده و خودش نیز همیشه می‌گوید خون مازندرانی در رگهایش جریان دارد."
دلاواله در ادامه می‌افزاید از دیگر دلایل توجه شاه عباس به مازندران این است که از نظر عدم دسترسی دشمن به آن یکی از مستحکمترین نقاط ایران است. چرا که از شمال محدود به دریا و از جنوب سراسر اطراف آن را کوهستان‌های مرتفع و صعب العبور پوشانده است. هیچ‌یک از حکمرانان ایرانی مانند شاه عباس به فکر آبادانی منطقه نبوده‌اند و او فرح آباد را مرکز مازندران برگزیده و در آن ساختمان‌ها و قصور متعدد ساخته است و حتی برای آبادانی آن جمعیت‌هایی از سایر نقاط به آنجا کوچانده است و این مسئله باعث رونق کار هنرهای دستی و کشاورزی در سراسر منطقه شده است.

### در زمان قاجار

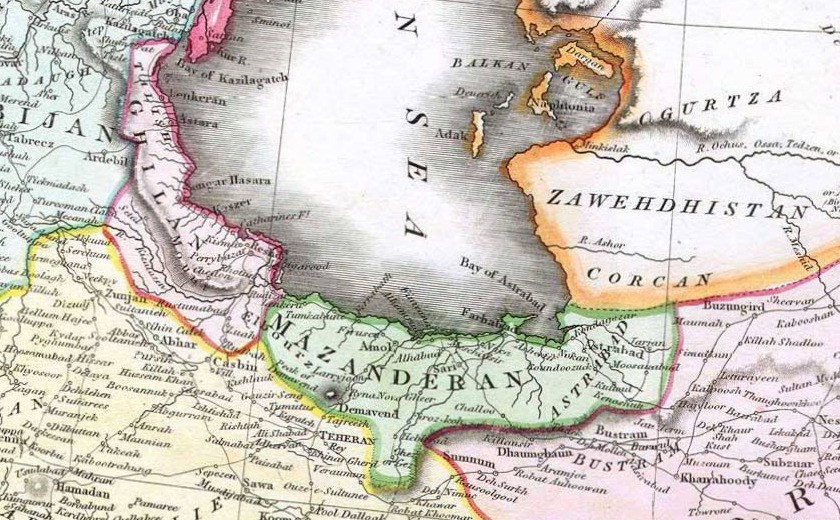
نقشه قدیم مازندران ۱۸۱۴ میلادی

در نخستین سفرنامه ناصرالدین‌شاه به مازندران دربارهٔ قائم‌شهر سخن گفته شده:
اول از رودخانهٔ اوتی‌جان گذشتیم آب صاف همواری دارد ممرش پهن سنگ ریزهای سفید قعرش نمایان بسیار مطبوع بود این رودخانه نیز داخل تالار می‌شود. اسب در میان رودخانه راندم خیلی با صفا بود پس از عبور از رودخانه سوار کالسکه شدم با عین‌الملک صحبت می‌داشتم در این بین میرزا اسمعیل‌خان بندپئی آمد قدری با او صحبت داشتم از راه لاریجان آمده بود از صعوبت راه تعریف می‌کرد. سیم تلگراف در این منزل پاره شده بود گفتم زود بسازند. بعد از آن راه سنگستان شد سوار اسب شدم از رودخانه دیگر گذشتیم که پل یک چشمه داشت از بناهای شاه عباس رحمت‌الله مسمّی به پل بشل است. عباسقلیخان لاریجانی آمد قدری با او صحبت شد صد سوار خوب همراه داشت. زمین امروز هم صحرا هم کوه‌های کوچک هم جنگل کوتاه تک تک درخت توت ابریشم درخت گردو بسیار است. طرف دست راست دهات سروکلا، متن‌کلاً، هیوکلاده که جزء علی‌آباد است. بالای تپه متن‌کلاً به ناهار افتادیم بسیار جای خوبی است. امروز کوه دماوند و کّل کوه‌های برف‌دار لاریجان و نوا و کجور - نور همه پیداست بسیار بسیار با صفاست. از این تپّه ده واس‌کس پیداست خانه‌های سفالی تک‌تک درخت‌های مرکبات جنگل خیلی خوب و با صفا می‌نمود. از متن‌کلاً رفتم لیون پسرهای عبّاسخان بیگلربیگی آمدند به قدر ده نفر بودند. صبح در دم سراپرده محمّد مهدیخان برادر علیرضا خان آمد امروز سرکردهای نوکر اشرف و توابع آمدند قرقاول بسیاری آوردند از اینجا به علی‌آباد رسیدیم جلگه[ای] دارد چمن است. امامزادهٔ یوسف‌رضا آنجا واقع است خوب ساخته‌اند سردری مطبوع داشت یک سرو بلندی در صحنش رسته بود. کیاکلا به دو فرسخ فاصله طرف دست چپ علی‌آباد است. شیخ‌طبرسی هم در طرف دست چپ علی‌آباد است به فاصلهٔ دو فرسخ. عبّاسقلیخان می‌گفت قرقاول بسیاری دارد محمدرحیم خان واو مرخّص شده رفتند شکار آنجا. چهار پنج ساعت به غروب مانده وارد منزل شدیم کاغذهای استانبول که وزیر خارجه فرستاده بود خواندم. هوا امروز بسیار گرم بود. محمدرحیم خان [و] عبّاسقلیخان که شکار رفته بودند آمدند چند قرقاول آوردند. شتران بنه که آمدند موجب تعجّب اهل مازندران بود. شب را شغال بسیار فریاد کرد. شب را قرق[۱۶] شد به هر حال خوش گذشت.
روز شنبه پنجم ماه ذی‌الحجه صبح هوا صاف و باد تند خنکی می‌آمد. آقاسلمان‌خان رخت سواری و شمشیر مرصّع را آورد لباس پوشیدم اسب کبود ایلخانی‌فارس را یراق مرصّع زده سوار شدم. با عین‌الملک صحبت می‌داشتم راه همه خیابان بود بعضی جا آباد بعضی جا خراب. دو طرف راه جنگل کمی داشت باقی جنگل را تراشیده دهات آباد نموده گندم و شالی می‌کارند. زن و مرد بسیاری در سر خیابان به تماشا آمده بودند. طرف دست راست محال ارطی است که جزء علی‌آباد است جمعیّت و آبادی زیادی داشت که در سر راه ایستاده بودند. طرف دست چپ محال نوکنده کاه تیولی حاجی ملکزاده است جمعیّت زیادی از آنجا آمده بودند به استقبال اما خود دهات پیدا نبود علم شیر خالصه تیول حاجی شریف خان آن سمت نوکنده کاه است. شرف داراب کلای خالصه آن طرف دست چپ است قدری در خیابان کالسکه نشستم راه بد شد سوار گشتم. میان جنگل طرف دست چپ به ناهار افتادیم. تیمور میرزا، عین‌الملک [و] سایر پیشخدمتان بودند. پس از صرف ناهار سوار شده راندیم. قدری از خیابان را طی نمودیم خبر آوردند در جلو راه خیابان خراب است؛ راه دیگری از میان زراعت ساخته بودند از آنجا رفتیم، سوارهای نظام با بیرق و لباس خوب در جلو بودند. از ده ماه فروجک گذشتیم.

### در زمان پهلوی
در سفرنامه رضاشاه دربارهٔ قائم‌شهر آمده است:
صبح زود پس از قدری گردش در حوالی “شیرگاه“ به طرف “علی‌آباد“ راندیم. راه در سطح دشت امتداد دارد. تقریباً دیگر پست و بلندی مهمی پیش نمی‌آید. از اینجا، نواحی گرمسیر “مازندران“ شروع می‌شود. به کلی با قسمت کوهستان که طی کردیم اختلاف دارد، اما جنگل در زمین مسطح هم قطع نمی‌شود، فقط در مزارع دستی جنگل را بریده‌اند، و زمین را قلم و پنبه و برنج کاشته‌اند. در حدود مزارع از بقایای جنگل نمایان است، که مثل دیواری، قطعات کشت و زرع را از یکدیگر جدا می‌سازد.
“علی‌آباد“ مطابق مثل مشهور، نسبت به دهاتی که دیده بودیم، شهر محسوب می‌شود. این نقطه که در سر سه‌راه “شیرگاه“ و “ساری“ و “بارفروش“ واقع گردیده، بازار “علی‌آباد“ است، و آبادی نسبتاً مهمی دارد.
روزهای چهارشنبه اینجا بازار عمومی می‌شود. یکی از ملاکین اخیراً مهمانخانه مفصلی بنا گذارده که هرچند تمام نیست، ولی پس از دایر شدن موجب آسایش مسافرین خواهد بود.
در “علی‌آباد“ توقف نکردیم، یکسر به “کیاکلا“ که از جمله دهات حاصلخیز این حدود است، رهسپار گردیدیم، زیرا در آنجا وسائل آسایش و توقف بیشتر فراهم است.
از “علی‌آباد“ تا “کیاکلا“ سه فرسخ راه است. جاده شوسه نیست، ولی قبلاً امر داده بودم که برای هدایت اتومبیل‌ها در کنار راه‌های روستائی، در فاصله‌های مختلف نی نصب کنند که همراهان راه را گم نکنند و به‌زحمت دچار نشوند. مع‌هذا راه را با منتهای زحمت عبور کردیم. باتلاق و آب و پست و بلندی زیاد است. غالباً اتومبیل‌ها را با دست می‌کشیدند و می‌بردند. دو دستگاه اتومبیل در بین راه ماند، که قادر بر حرکت دادن آن‌ها نشدند، متجاوز از سه ساعت طول کشید تا این سه فرسنگ راه را طی کردیم.
یک نواختی زمین، موانع جنگل، رطوبت و گرمی هوا از یک‌طرف، پشه و باتلاق و عفونت بعضی قسمت‌ها از طرف دیگر، تمام دشت “مازندران“ را غیرقابل توقف می‌کند.
هرچند از حیث هوا و آب و چشم‌انداز، در صفحات صحرائی “مازندران“، جای قابل تمجیدی دیده نمی‌شود، اما از لحاظ زراعت و تجارت یکی از برومندترین و حاصلخیزترین و نافع‌ترین اراضی ایران به‌شمار می‌رود. برکت خاک، نزدیکی به دریا، رودخانه‌های قوی، و سایر عوامل ترقی و توسعه موجود است.
در “کیاکلا“ امر دادم دواخانه‌ای دایر نموده‌اند. مریضخانه کوچکی هم نظر دارم اینجا بسازم.
چنان‌که در اول این سفرنامه اشاره کردم، “مازندران“ خانه من، و مسقط‌الرأس من است. من وظیفه شخصی خود می‌دانم که به عمران و آبادی این نقطه توجه مخصوص نمایم.
قبل از ظهر به قریه “کیاکلا“ رسیدیم. امروز نوبت بازار در این ده بود.
مرسوم است که هر روزی در یکی از نقاط، که نسبتاً مرکزیت داشته باشد، بازار عمومی تشکیل می‌شود. روزهای یک‌شنبه در “کیاکلا“، و روزهای چهارشنبه در “علی‌آباد“ بازار دایر می‌گردد.
از نقاط مختلف اشخاصی که اجناس فروختنی داشته باشند، به آن محل آورده عرضه می‌کنند. همچنین مشتریان و تماشاچیان از هر طرف به آنجا روی نهاده، از اجناس بازار، یا از دیدار رفقای خود، استفاده می‌کنند. فی‌الحقیقه این یک نوع نمایشگاه یا سوق عکاظ است که فوائد بسیار برای اهالی دارد. هم اجناس آن‌ها به‌فروش می‌رسد، هم با یکدیگر معاشرت می‌کنند، و هم از صنایع یکدیگر تقلید می‌نمایند. سابقاً در خیلی از نقاط، این بازار دایر می‌شده، ولی اکنون جز در چند نقطه باقی نیست.
در فضای جلوی ده جمعی کثیر، از زن و مرد و طفل گردآمده بودند، بعضی در روی زمین اجناس محلی و امتعه خارجی خود را گسترده و مشتریان از هر جانب آن را احاطه کرده بودند. بعضی هم در راه دیده می‌شدند، که نفت و قند غیره خریداری به‌دهات خود مراجعت می‌کردند.
قریه “کیاکلا“ از دهات بزرگ این ناحیه علی‌آباد است. اخیراً بر حسب دستور من، یک باب کارخانه پنبه پاک کنی در آنجا دایر شده است. لدی‌الورود، قبل از صرف ناهار، رفتم به کارخانه. ساختمان، آلات و ادوات، ماشین‌های کارخانه، انبارها، نوع پنبه، ملزومات و اثاثیه کارخانه را تماشا کردم.
را که از دایر شدن این مؤسسه در خود احساس کردم، از حد وصف قلم خارج است. اولین دفعه است که دست تمدن جدید، صنعت جدید و ماشین در این ناحیه وارد شده است. اولین دفعه است که “مازندران“ قدیم، “مازندران“ تاریخ‌دار، از مدنیت جدید و تکامل جدید و تکامل تدریجی حسن استقبال می‌کند. اولین دفعه است که “مازندران“ بی‌نظیر، استعداد فطری خود را برای جلب منافع مشروع ظاهر می‌سازد. اولین دفعه است که “مازندران“ بازار “اروپا“ و دنیا را در نظر گرفته و می‌خواهد علائم و آثار مثبتی از خود در عرصه گیتی ابراز نماید.
منظره درخت‌های مرکبات در این ناحیه، لطف مخصوصی دارد. مبالغه نخواهد بود اگر بعضی از آن‌ها را به درخت‌های گردوی کوچکی تشبیه کنیم که در نقاط ییلاقی به عمل می‌آید. بوته‌های پنبه در این حدود و صحرای “گرگان“ شبیه به هیچ‌یک از نقاط ایران نیست.
چای کاری و اهمیت این زراعت پرمنفعت برمردم این حدود مجهول است، و تازه در “لاهیجان“ شروع کرده‌اند که این محصول را بکارند. من تصور می‌کنیم که اغلب نقاط “مازندران“ برای چای کاری خوب است. باید دستور بدهم که مطالعه کاملی در این باب بنمایند. خیال می‌کنم که رفع احتیاج اهالی را به‌وجه خیلی خوب، می‌توان از حیث چای نمود.
در ضمن اوامری که برای ساختن راه‌های “مازندران“ داده‌ام، یکی هم بنای پل آهنین معظمی است بر روی این رودخانه، که کاملاً رشته ارتباط را مستحکم سازد. “بارفروش“ را “بارفروش‌ده“ هم می‌گفتند. تدریجاً شهر بزرگ تجارتی شده است، و سزاوار لقب ده نیست. بیشتر اهمیت این شهر از حسن موقع “مشهدسر“ است، که در امتداد شمالی “کیاکلا“ واقع، و اخیراً براعتبار تجارتی آن افزوده شده است. این بندر هم مثل “بندرجز“، قابل ورود کشتی‌های بزرگ تا ساحل نیست، و سفاین در مسافت هزار و پانصد ذرع ایستاده، احمال خود را به کرجی‌ها و قایق‌ها تحویل می‌دهند.
صبح دوشنبه نیز در این قریه مانده، تجار و محترمین “بارفروش“ را که آمده بودند، پذیرفتم. دستورهایی راجع به ترویج زراعت پنبه و چای صادر کرده، و بعد از ظهر اجازه حرکت به‌طرف “ساری“ دادم.
خیال داشتم که در “کیاکلا“ دوسه شب بمانم. چون هوا قصد بارندگی داشت، نتوانستم به تصمیم خود عمل نمایم، زیرا در صورت بارندگی، عبور از این دو سه فرسخ راه تا “علی‌آباد“ غیرممکن می‌گشت، و با علامات نی و نصب چوب هم نمی‌شد عبور نمود، و مجبور می‌شدیم مدتی در این قریه بمانیم. لهذا از همان راهی که دیروز آمده بودیم، به “علی‌آباد“ بازگشتیم.
در “کیاکلا“، چیزی که دقت مرا کاملاً جلب کرد، این بود که از تمام خانه‌های ده، تنها کوچه و در خانه‌ای که جارو و تمیز شده بود، فقط دو سه‌خانه‌ای بود که ارامنه در آنجا سکنی داشتند، و از اطفال ده نیز که در کوچه‌ها مشغول بازی بودند، فقط دخترهای کوچک این سه چهار خانواده ارامنه را دیدم که موهای خود را شانه زده‌اند.
پل رودخانه “سیاه‌رود“ فعلاً بد نیست. شاگردان مدارس دهات، که اخیراً تأسیس شده، با پرچم‌های سه‌رنگ در کنار جاده صف کشیده، سرود می‌خواندند. سرود آن‌ها تقریباً با همان لهجه مازندرانی، خالی از مزه نبود. شاگردها را نوازش کردم. معلمین و مدیرها را هم تشویق کردم که بر مراقبت خود در تربیت شاگردها بیفزایند.
منظره محصلین مدارس، و چهره‌های بی‌گناه آنها، از هر چیز بیشتر مرا متأثر می‌کند، اما تأثری که پایه آن فقط بر روی شوق و آمال بزرگ گذارده شده است، و بالاخره همین نسل است که باید غرور ملی و عرق وطن‌پرستی، در دیباچه دفاتر زندگی آن‌ها نقش بندد.
“علی‌آباد“، همین نقطه‌ای که فعلاً اقامت دارم، بهترین و مناسبترین محلی است که باید مرکز “مازندران“ را تشکیل دهد، و این قصبه به یک شهر زیبائی مبدل گردد که برای اقامت دائمی هر طبقه‌ای مجاز و ممتاز بماند.
اگر موفق به کشیدن خط‌آهن ایران شدم که “بحر خزر“ را با “خلیج‌فارس“ مربوط نماید، یکی از استاسیون‌های مهم آن ناچار در همین “علی‌آباد“ مستقر می‌شود، و بهترین وسیله‌ای خواهد شد که عمارت و آبادی و شهرت این نقطه را تأمین نماید.
تمام اراضی و مزارع اطراف و جوانب “علی‌آباد“ پوشیده شده‌اند از محصول پنبه، و برای تأمین تجارت این نقطه، فوراً باید یک کارخانه بزرگ نخ‌ریسی در اینجا دایر نمود، که رعایای اینجا منتظر خرید این و آن نشده، بلافاصله بتوانند مقدمات زحمت و زراعت خود را به یک نتیجه قابل انتظاری تبدیل نمایند، و راه ثروت و تمول را بروی خود بگشایند.
مناطق شهری علی‌آباد متشکل از: هفت محلهٔ کوچکسرا، کتی‌سر، آب‌بندان‌سر، حسن‌آباد، سیدمحله، بربری‌محله و مجاور محله (شامل: ترک‌محله و کبریت‌محله) و روستاهای اطراف بود که در شهریور سال ۱۳۱۴ ه‍.ش به موجب تصویب‌نامه هیئت وزیران، به شاهی مبدل گردید.
- در سال ۱۳۱۹ اولین کارخانهٔ کنسروسازی تاریخ ایران در این شهر بنا شد.[۵۹]

این کارخانجات جهت تولید خود دارای استانداردهای ملی کشور، استاندارد بین‌المللی IMS شاملISO 9001:2008، ISO14001:2005 و OHSAS18001:2005 بوده و موفق به اخذ جایزه کیفیت بر اساس مدل EFQM شده است.
- در سال ۱۳۰۹ کارخانه نساجی قائم شهر جز اولین کارخانجات نساجی کشور است در این شهر ساخته شد.[۶۰]

در حاضر از قدمت فراوانی برخوردار و از بزرگ‌ترین کارخانجات نساجی خاورمیانه است. کلنگ احداث این کارخانه در سال ۱۳۰۷ به زمین‌خورد و در سال ۱۳۰۹ در زمینی به مساحت ۶۶۳۳ متر مربع به مدت یکسال احداث گردید، کارخانه بیشتر به منظور تهیه پارچه‌های لباس سربازان شروع به کار نموده و به مرور زمان تولیدات آن متنوع گردید. در سال ۱۳۱۵ اقدام به توسعه کارخانه گردیده شد و قسمت تهیه پنبه بهداشتی (هیدروفیل) احداث گردید، و همچنین تیم فوتبال این کارخانه با نام باشگاه فوتبال نساجی مازندران از قدیمی‌ترین تیم‌های ایران و ریشه در قلب‌های هر مازندرانی ورزش دوست دارد.

## نگارخانه

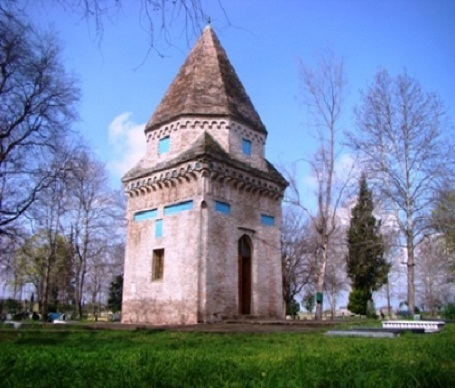
بقعه آرامگاه امامزاده سید محمد زرین نوا
ساختمان قدیمی شهرداری قائم‌شهر
طبیعت زیبای سد زمزم
رودخانه سیاهرود قائم‌شهر
بنای قدیم شهرداری قائم‌شهر
پل سنگی شاهپور
طبیعت زمستان در جاده شیرگاه
آب‌بندان ساروکلا
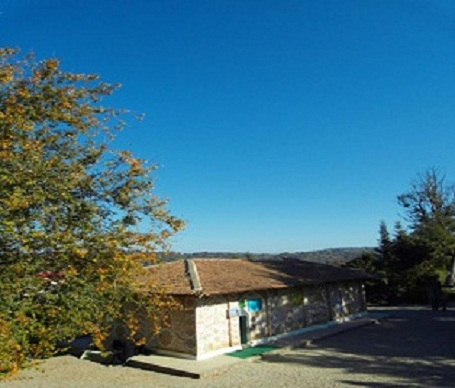
امامزاده سید ابوصالح
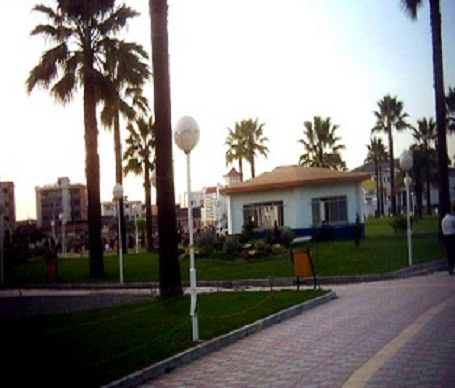
پارک ولیعصر
برج شهرداری (ساختمان جدید)
آب‌بندان ساروکلا
منطقه جنگلی جاده نظامی

## موقعیت تاریخی

### آثار باستانی
فهرست آثار باستانی ملی ثبت‌شده واقع در شهرستان قائم‌شهر:
تبدیل شدن ساختمان سابق شهرداری قائم‌شهر به موزه
به گفته رضا دانش زاده، رئیس اداره میراث فرهنگی و صنایع دستی و گردشگری شهرستان قائم‌شهر، به منظور حفظ آثار ملی به همت این اداره و همکاری و مساعدت فرماندار و شهرداری قائم‌شهر، ساختمان قدیمی شهرداری به عنوان یازدهمین موزه استان مازندران تجهیز و بازسازی می‌شود.
این موزه دارای بخش‌های مردم‌شناسی، کتابخانه و باستان‌شناسی است که تاکنون ۴۰ درصد این ساختمان مرمت و نوسازی شده است. گفتنی است، ساختمان قدیمی شهرداری قائم‌شهر که قدمت آن به سال ۱۳۰۵ هجری شمسی (دوره پهلوی اول) برمی‌گردد در سال ۱۳۵۶ در فهرست آثار ملی کشور ثبت شده است.

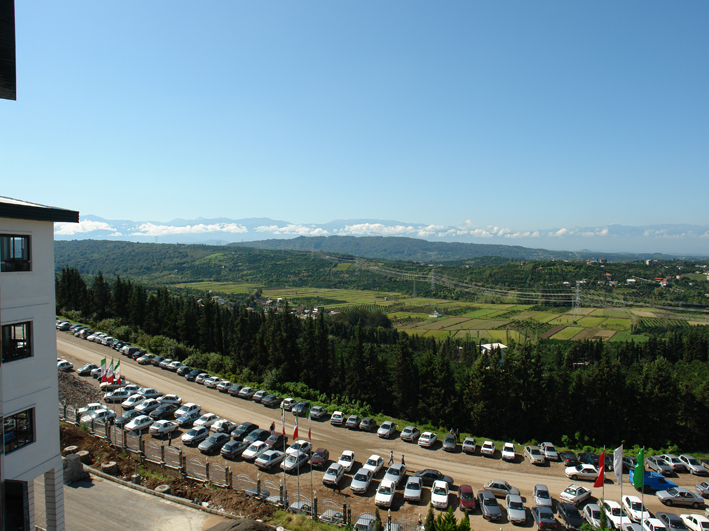
دانشگاه آزاد اسلامی واحد قائم شهر

## موقعیت جغرافیایی
با توجه به سوابق موجود بنای اولیه این شهر در دوران قاجاریه با نام علی‌آباد نهاده شد که شامل قریه‌ای با واحدهای تجاری و مسکونی در حوالی میدان طالقانی امروزی و محله‌هایی در اطراف و روستاهای بزرگ نظیر چمنو (جمنان فعلی، که در حال حاضر بخشی از خود شهر می‌باشد) قادیکلای بزرگ و کوچکسرا در حاشیه بوده است که بعد از انقراض دوران قاجاریه و آغاز پادشاهی رضاشاه به لحاظ موقعیت خاص منطقه‌ای (محل عبور کاروان‌های تجارتی و زیارتی از استان‌های همجوار مانند تهران، گیلان و خراسان).
امروز به عنوان یک شهر استراتژیک جغرافیایی که ارتباط تهران را با شمال و شمال‌شرقی از دو مسیر متفاوت جاده فیروزکوه و جاده هراز مرتبط می‌سازد دارای اهمیت ویژه می‌باشد. گفته می‌شود سالانه پنج میلیون مسافر از محور جاده فیروزکوه به قائم شهر تردد می‌کنند و از بندر بابلسر به مرز دریایی متصل می‌باشد. از نظر آب و هوایی و جغرافیایی: مدیترانه‌ای و معتدل خزری تابستان شرجی و نواحی جنوبی زمستان‌های نسبتاً سرد و پر بارش می‌باشد. و از مرکز استان ۲۰ کیلومتر فاصله داشته و ۱۸۰ کیلومتری شمال تهران بین دریای مازندران و رشته کوه‌های البرز واقع شده

مسافت بین قائم شهر و سایر شهرها بر حسب کیلومتر

## آب و هوا
شهر قائم‌شهر به دلیل قرار گرفتن میان کوه و دریا، آب و هوای معتدل و مرطوب دارد و میزان بارش زیاد باران و تعداد روزهای بارانی بسیار زیاد و رطوبت فراوان و قسمت‌های جنوبی شهرستان به دلیل دارا بودن پوشش کوهپایه‌ای و ارتفاع زیاد آب و هوای سردتر و کوهستانی و زمستان‌های بارانی و برفی دارد همچنین بارش باران در قسمت‌های جنوبی و شرقی شهرستان بیشتر است.

نقشه آب و هوایی ایران داری آب و هوای کاسپینی در شمال کشور

آمار بارش ایستگاه قراخیل قائم‌شهر اداره کل هواشناسی استان مازندران در سال ۱۳۹۷–۱۳۹۸ معادل ۸۵۰٫۷ میلی‌متر است.

## شهرسازی

### رفت‌وآمد
فاصله این شهرستان تا تهران ۲۳۷، تا ساری ۲۱ و تا بابل ۱۵ کیلومتر است. 
راه‌های آسفالته این شهر از شهرستان فیروزکوه به مرکز کشور یکی از پرترددترین مسیرهای اصلی به‌شمار می‌رود و همچنین از آمل به تهران متصل است.

### خیابان‌ها و راه‌های اصلی

#### اتوبان و کمربندی‌ها
- اتوبان ساری-قائم شهر
- کمربندی فیروزکوه (سوادکوه)
- کمربندی کفشگرکلا
- کمربندی شمالی
- کمربندی شرقی
- بلوار جهان پهلوان بهداد سلیمی
- بلوار شهیدان سادات نیا
- بلوار صالحی مازندرانی
- بلوار ولی‌عصر
- بلوار شریعتی
- بلوار کارگر

#### خیابان‌های اصلی
- خیابان امام خمینی (بابل)
- خیابان شهید مسعود دهقان(۱۶ متری)
- خیابان صالحی مازندرانی (تهران)
- خیابان ساری (کارگر)
- خیابان شریعتی (جویبار)
- خیابان کفشگرکلا (عدالت)
- خیابان کوچکسرا

خیابان ساری

- خیابان سید نظام الدین (راه ارتباطی چندین روستای از جمله قادیکلای بزرگ. آهنگرکلا بیشه سر. آبمال. چپی. گل افشان و…)

خیابان‌های اصلی این شهرستان به دلیل اینکه هرکدام به یکی از شهرستان‌های همجوار بابل، ساری، تهران و جویبار منتهی می‌شوند، در میان عامه مردم به نام این شهرستان‌ها شهرت یافته‌اند که این امر خود انتقادهایی را نیز به همراه داشته است.
خیابان ساری دومین خیابان طویل و بلند شمال ایران پس از خیابان پاسداران بندرانزلی می‌باشد و از صنعتی‌ترین خیابان‌های خاورمیانه با درازای ۴٫۸ کیلومتر است.

#### راه‌آهن
راه‌آهن سراسری در شمال وارد این شهر شده و سپس تا گرگان ادامه می‌یابد.
اولین خط راه‌آهن نوین ایران در دوران رضا شاه پهلوی از شاهی (قائم شهر کنونی) تا بندر شاه (بندر ترکمن امروزی) کشیده گشت، پس از اتمام ساخت پل گردن در ساری اولین قطار در مهرماه ۱۳۰۸ به دستور رضا شاه پهلوی عازم بندر ترکمن گردید.

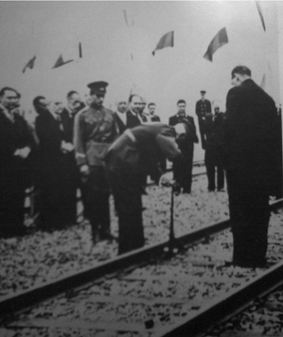
رضاشاه پهلوی در حال سفت کردن آخرین پیچ راه‌آهن مازندران.

پس از آن هم‌زمان با احداث راه‌آهن خوزستان، کارها در رشته کوه‌های البرز آغاز گردید، کارگران مازندرانی و ترک و… در کنار سایرین و مهندسین و پیمانکاران به ویژه آلمانی‌ها، کار ساخت تونل‌ها و پل‌ها را پیگیری کردند.

### محله‌ها
به ترتیب حروف الفبا:آبندانسر، افراکتی، بهشتی‌محله، بربری محله، تازه‌آباد (اسلام‌آباد یا جوکی‌محله)، تُرک محله، جمنان، چمازکتی، حسن‌آباد، سیاه کلاً، سیدمحله، شانزده‌متری دوم، شهدا محله، صفی‌آباد، فردوس محله، فرهنگ شهر، قائم‌محله، قائمیه، کارگر محله، کفشگرکلا، کوچکسرا، لیلاباد، مجاور محله، مطهری‌محله و …
کوچکسرا: از محله‌های قدیمی و سنتی شهر می‌باشد که درباره‌اش آمده است:
به بازار علی‌آباد و معصوم‌زاده که یوسف رضا باشد رسیدیم که پایتخت علی‌آباد است. از این بازار بلا ۵۷ وارد شدیم و در عمارت ماشین خانه که پنبه را از تخم جدا «کوشک سرا» فاصله به می‌کنند ۵۸ در اتاق‌های خوب منزل کردیم. پذیرایی و ضیافت ایالت و همراهان به عهده ابوالقاسم خان سعید حضور حاکم بلوک علی‌آباد است که از خانواده‌های قدیم است.
شیرینی و تقدیمات و تشریفات خوبی فراهم آورده بود.
سلسله نسب مشارٌالیه از این قرار است: ابوالقاسم خان سعید حضور علی‌آبادی پسر میرزا جعفر، این میرزا علینقی آقا مستوفی سرکار است، ابن میرزا تقی آقای صاحب دیوان وزیر در اندرون فتحعلی شاه، ابن میرزا زکی بزرگ، ابن میرزا علینقی بزرگ، ابن حاجی میرزا بیع، ابن حاجی ابوالحسن. معروف به مشهدبان است ۵۹ حاجی ابوالحسن مشهد بان جد اعلای این طایفه به واسطه انقلابات و حوادث خراسان و تاخت و تاز ترکمان یا افغان از مشهد مهاجرت و با تمول بسیار و جواهر اندوخته بی‌شمار به خط مستقیم به این سرزمین آمده میل کرده است که در اینجا زندگانی کند، بعضی دهات و املاک علی‌آباد را خر یده این صفحات را آباد کرده است، چون از مشهد رضا (ع به اینجا آمده، به مشهد بان معروف شده است. اولاد و احفاد او همه محترم بوده، غالب این‌ها به رتبه وزارت رسیده، بعضی از ایشان در دفتر مالیه از مستوفیان عظام بوده‌اند و من با بعضی از آن‌ها در دفتر دوستی و خلطه داشتم.
«ملالی» وی شاعری توانا بود و در قصیده مهارت به سزایی داشت. در ابتدا متخلص به» بود و پس از ورود به دربار ملقب به صاحب دیوان ادبیات دوره قاجار معروف به است. دیوان اشعارش که دارای حدود شش هزار بیت است در «صاحب علی‌آبادی دوران حیاتش چاپ شده است. وی سرانجام در ۱۲۶۵ در گذشت.
در دهات علی‌آباد «کوشک سرا» دویست خانوار است.
ترک محله: یکی دیگر از محله‌های قدیمی که هنوزم در بعضی مناطق می‌توان بافت قدیم و سنتی بعضی خانه‌ها را در آن دید. برج جدید شهرداری قائم شهر در ورودی ترک محله و دور میدان شهرداری قرار داشته، مسجد بزرگ آذربایجانی‌ها و مسجد خلخالی‌ها نیز در این محله جای دارد.
اسلام‌آباد یا جوکی‌محله:
در دوران تیمور گورکانی عده‌ای از مردم شمال هندوستان که غالباً سیه چرده بوده و از ایلیات بودند به ایران مهاجرت کردند و در سراسر ایران پخش شدند که عده کمی از آنان امروزه در مازندران و قائم شهر مانده‌اند. آن‌ها امروزه در گوشه‌ای از شهر که اصطلاحاً به آن جوگی محله می‌گویند زندگی می‌کنند.

### شهرک‌های مسکونی
- شهرک احمدی
- شهرک فرهنگیان
- شهرک فردوس: متان‌کلا
- شهرک امامزاده خمینی: جاده جویبار
- فرهنگ‌شهر: شهرکی مسکونی در فاصله ۵ کیلومتری از مرکز شهر.[۶۷]
- شهرک نساجی: از قدیمی‌ترین شهرکهای ایران وبر مبنای شهرسازی مدرن در دوره پهلوی دوم در راستای رفاه عمومی برای کارکنان وکارگران نساجی مازندران در دامنهٔ تپه‌های سرسبز ساخته شد
- شهرک آتش‌نشانی: خیابان امامزاده، پشت آتش‌نشانی

## موقعیت صنعتی
اشتغال مردم شهر بیشتر در امر صنایع ماشینی است. کارخانجات نساجی مازندران از بزرگ‌ترین کارخانجات نساجی خاورمیانه می‌باشد و نه‌تنها اهالی شهر بلکه از شهرها و استان‌های همجوار نیز در این سه کارخانه مشغول بوده‌اند که متأسفانه امروزه رونق سابق را ندارد، از این جهت از قائم‌شهر به عنوان شهر کارگری یاد می‌کنند، گونی‌بافی، کنسرو سازی، فرش بافی، دستمال بافی و پنبه پاک‌کنی و همچنین سه شهرک صنعتی در این شهر وجود دارد.
«غلام حسین افضل‌الملک» از مورخین کشور حدود ۱۰۰ سال پیش که به قائم‌شهر آمد در آثار نگاشته شده خود از کارخانه پنبه پاک‌کنی این شهر یاد کرد.

### شهرک‌های صنعتی
- شهرک صنعتی رستم‌کلا
- شهرک صنعتی سنگتاب
- شهرک صنعتی بشل

### کارخانه‌ها و کارگاه‌های بزرگ
- شرکت نساجی شماره ۱: این واحد نساجی در مرکز شهر واقع شده است. وامروز جز دارایی‌های شهرداری قایم شهر می‌باشد وبه دلیل نگاه غیر تخصصی در حال نابود شدن است
- شرکت نساجی شماره ۲: نساجی شماره ۲ که با سود وراندمان نساجی شماره۱ در دوران پهلوی اول ساخته شد به دلیل کدیریت دولتی در دهه ۷۰ وتبدیل ان از سهامی عام به سهامی خاص وتحویل بانک صنعت ومعدن در یک دستور بالا دستی به بانک ملی و نفوذ سیاسیون به جهت بازی‌های سیاسی نخست تعطیل بعد به ضایعات تبدیل شد امروز اثری از ان نیست
- آخرین سند زنده ماندن این کارخانه تلاش اردشیر تیموری مدیر روابط عمومی وقت برای حضور برنامه تاثریا وساخت مستندی برای ان بود که تنها سند مانده ازاین کارخانه می‌باشد
- شرکت نساجی شماره ۳: این واحد نساجی علی‌رغم هزینه مالی گزاف در سالهای اخیر میراثی از نساجی مازندران استکه در کشمکشهای سیاسی امروزه در حال تولید می‌باشد
- کارخانه شالیکوبی: کارخانه بزرگ و مدرن شالیکوبی ایجاد شد که سه عدد از این کارخانه در شمال ایران ساخته شد، این کارخانه‌ها در رشت، محمودآباد و شاهی بنا گردیده بود.
- شرکت فرش ساوین
- شرکت فولاد طبرستان
- کارخانه کفش و دمپایی توانا تأسیس ۱۳۶۸
- شرکت صنایع کاغذسازی حریر قائم‌شهر: شرکت صنایع کاغذسازی حریر قائم‌شهر از سال ۱۳۶۴ در زمینی به مساحت ۶۳ هزار مترمربع و با ۶۵۰ کارگر در زمینه تولید خمیر کاغذ، دستمال کاغذی و نایلون فعالیت خود را آغاز کرد.

این کارخانه روزانه ۴/۵تن خمیر کاغذ، ۵۰کارتن ۴۲عددی دستمال کاغذی ۲۰برگی، ۵۰کارتن ۴۲عددی دستمال کاغذی ۳۰۰برگی، ۱۰تن دستمال لوله و ۱۷۰کارتن ۲۰تایی پوشک را تولید و به بازار عرضه می‌کند.
- صنایع پوشاک آویشن
- کیک و کلوچه کاوه: این کارخانه در سال ۱۳۵۴ با اخذ مجوز از اداره کل صنایع و معادن استان مازندران و دریافت پروانه‌های بهداشتی از اداره کل نظارت بر مواد غذایی تأسیس و مورد بهره‌برداری قرار داد. تا قبل از سال ۱۳۵۷ همه سفارش‌های مربوط به اداره آموزش پرورش و مدرسه‌های استان جهت تغذیه رایگان دانش‌آموزان را تولید و توزیع می‌کرد.[۶۹]
- شرکت محصولات جمع
- کاغذسازی قائم شهر
- مزرعه پرورش و تکثیر بلدرچین افراتخت: این مزرعه در حال حاضر اولین و تنها مزرعه صنعتی پرورش و تکثیر بلدرچین در شمال کشور می‌باشد.
- کارخانه کنسرو: این کارخانه در سال ۱۳۱۹ هجری شمسی به عنوان اولین کارخانه کنسروسازی در ایران شروع به فعالیت نمود، عمده تولیدات آن شامل انواع کنسروهای گوشتی و غیر گوشتی، مرباجات و ترشیجات می‌باشد.[۷۰][۷۱]
- مبل سازی: صنعت مبل‌سازی در مازندران بیشتر در شهرهای آمل و قائم‌شهر وجود دارد و در سایر شهرها تنها کارگاه‌های کوچک مبل‌سازی وجود دارد. شهرستان قائم‌شهر حدود ۲ تا ۳ کارخانه تولیدی مبلمان بزرگ دارد.
- تعاونی تولیدی دریاپیچ :تولید مبلمان و جهیزیه عروس به مدیریت عامل آقای قبادی و مدیریت تولید آقای عبدالله زاده و مدیریت فروش آقای اسماعیلی با سابقه درخشان بالغ بر ۱۰سال واقع در شهرک صنعتی سنگتاب
- کارخانه سنگ‌شکن و بتن آماده[۷۲]
- کارخانه کمپوست (در حال ساخت): کمیل گران اوریمی، نایب رئیس شورای اسلامی شهر قائم‌شهر در گفتگو با خبرگزاری ایرنا گفت:

این طرح طی دو فاز در محل فعلی دپوی زباله قائم‌شهر در حال ساخت است.
وی اعتبار فاز نخست این طرح را ۸ میلیارد ریال عنوان کرد و افزود:
برای فاز دوم این طرح ۴ میلیارد و ۵۰۰ میلیون ریال اعتبار در نظر گرفته شده است.
گران اوریمی با اظهار این که عملیات اجرایی کارخانه کمپوست قائم‌شهر از محل اعتبارات عمرانی در سال ۱۳۸۷ آغاز شد، گفت:
مساحت این کارخانه ۲۷ هزار متر مربع است و ظرفیت پذیریش روزانه ۵۰۰ تن زباله را دارد.
سید عیسی هاشمی، معاون عمرانی استاندار مازندران، پیش از ظهر ۹ اردیبهشت ۱۳۹۱ در همایش مدیریت صحیح پسماند و صیانت از محیط زیست که در سازمان جهاد کشاورزی مازندران برگزار شد، زمان بهره‌برداری از این واحد صنعتی را ۶ ماه آینده اعلام کرد.

## ارتباطات و فناوری اطلاعات
وضعیت شاخص‌های مخابراتی مدیریت مخابرات قائم‌شهر (تا پایان سال ۱۳۸۹)
| شاخص                            | وضعیت موجود  |
| ------------------------------- | ------------ |
| شماره تلفن‌های ثابت منصوبه       | ۱۶۱۷۹۵ شماره |
| شماره تلفن‌های ثابت مشغول به کار | ۱۴۰۵۷۳ شماره |
| ضریب نفوذ تلفن ثابت             | ۳۶/۴۰٪       |
| تعداد مراکز مخابراتی            | ۴۱ مرکز      |
| پورت منصوبه دیتا                | ۴۱۰ پورت     |
| پورت واگذارشده دیتا به مشترکین  | ۱۹۵ پورت     |

## موقعیت مذهبی
امام‌زاده‌ها:

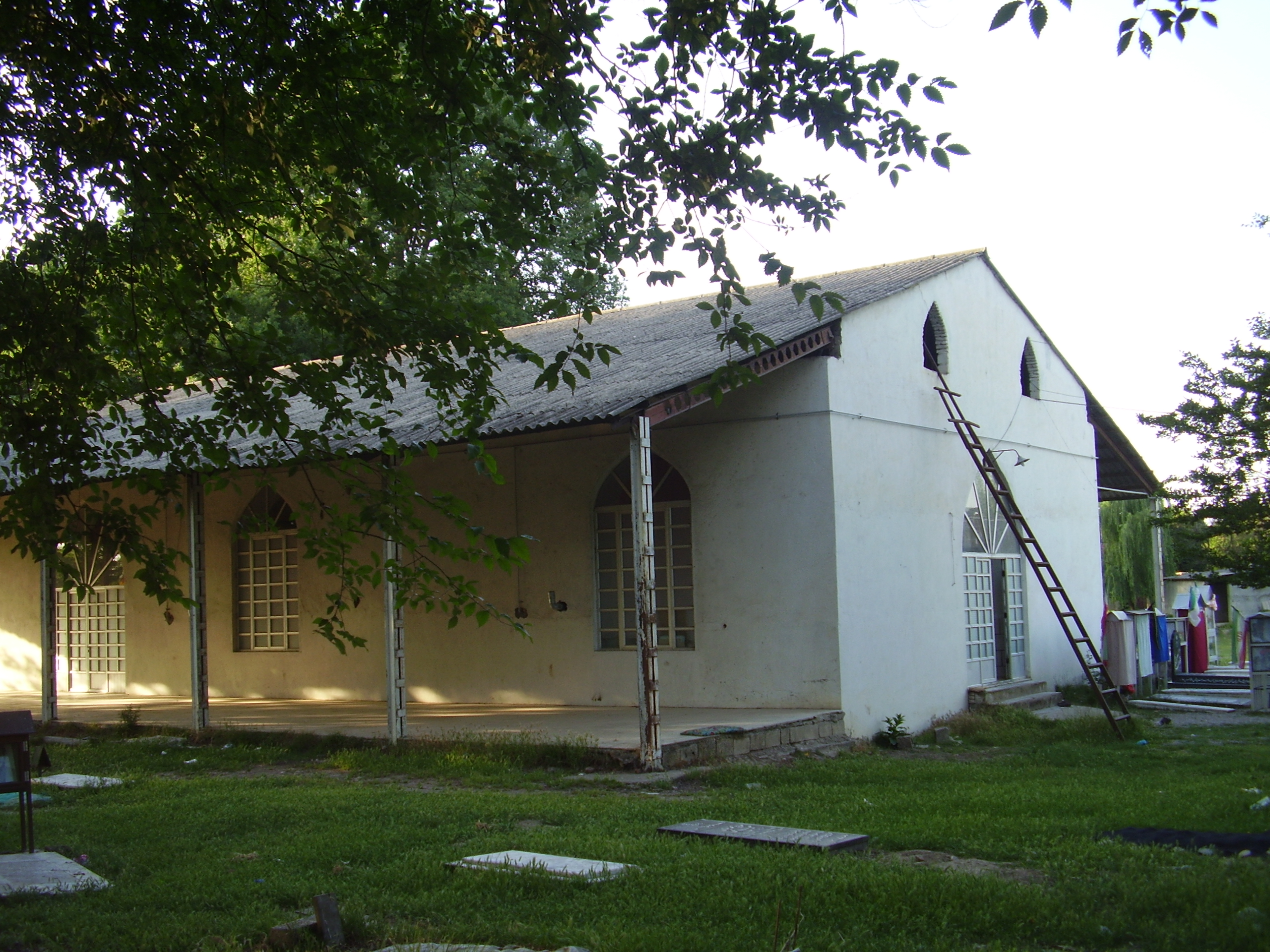
آرامگاه شیخ طبرسی، قائم شهر

1. امامزاده سید ابوصالح، پیرتکیه، مله یا سید ابوصالح (دارای زائرسرا)
2. امامزاده یوسف‌رضا، بیمارستان رازی
3. امامزاده حمزه، خیابان صالحی مازندرانی بربری محله
4. امامزاده عباس رضا، خیابان ساری (کارگر)، روستای کوتنا
5. امامزاده امیرصادق، جاده قائمشهر به بابل، روستای گزنه کلا
6. امامزاده اسماعیل، خیابان ساری (کارگر)، چشمه سر
7. آرامگاه امامزاده زکریا
8. تپه امامزاده کتی
9. آرامگاه امامزاده سید محمد زرین‌نوا

حوزه‌های علمیه:
1. حوزه علمیه برادران امام صادق، کوتنا، خیابان ساری (کارگر)
2. حوزه علمیه برادران محمدیه، خیابان صالحی مازندرانی، جنب سالن ورزشی تختی
3. حوزه علمیه خواهران فاطمة الزهراء، خیابان ساری (کارگر)، پشت کنسرو (خیابان مازیار)

## جاذبه‌های گردشگری

### بوستان‌ها و مکان‌های تفریحی
- بوستان جنگلی تِلار (جاده نظامی)
- بوستان ولیعصر (خیابان ساری)
- بوستان نمونه گردشگری پایین‌لموک (پایین‌لموک)
- بوستان شهرداری (خیابان یوسف رضا)
- بوستان ساحلی سراج (پل تلار)
- بوستان سیاهرود (بلوار سادات نیا)
- بوستان جدیدالاحداث شهیدان ابراهیمی - حریم راه‌آهن[۸۱]
- بوستان جدیدالاحداث روستای وسطی‌کلا[۸۲]
- پیست کارتینگ پارک سراج
- بوستان امامزاده رضا (طالقانی)
- بوستان پرورش (شهرک یثرب)
- بوستان جنگلی مرداب قادیکلا بزرگ (روستا قادیکلا بزرگ)
- جزیره آبنوس (روستای آهنگرکلای بیشه سر)

## جنگل
با توجه به اوضاع طبیعی شهرستان قائم‌شهر، بارش و رطوبت جهت ایجاد پوشش گیاهی فراهم است. البته پوشش گیاهی در تمام نقاط آن یکسان نیست زیرا تا ارتفاع ۲۰۰۰ متری که نفوذ رطوبت دریای خزر از بین رفته یا به کمترین مقدار می‌رسد، از تراکم جنگل بسیار کم می‌شود و به مرور به جای جنگل، مراتع جایگزین می‌شود.
در شهرستان قائم‌شهر فصل خشک به‌طور کامل وجود ندارد. قائم‌شهر واقع در یک جلگه به نام خودش، جلگه قائم‌شهر است. شروع جنگل قائم‌شهر از کوه پایه‌های البرز شمالی است که دارای حداکثر بارندگی است و میزان گسترش جنگل در گذشته به طرف دشت بیشتر بوده است که به مرور به منظور تهیه اراضی مزروعی، درختان جنگل کاملاً بریده شده‌اند یا به صورت بقایای جنگل مخروبه با درختان پهن برگ دیده می‌شوند. به‌طور کلی جنگل‌ها در حاشیه جنوبی قائم‌شهر دارای تراکم بیشتری است و انواع درختان مانند راش، ممرز، توسکا و کلهر ملج انجیلی و… را می‌توان دید.
پوشش جنگلی بسیاری از نقاط استان مازندران مانند قائم‌شهر طی ۱۰۰ سال گذشته به شدت کاهش یافته، به طوری که تخمین زده می‌شود در حدود ۲۰۰ الی ۳۰۰ سال گذشته ۹۰ درصد از جنگل‌های جلگه‌ای استان از بین رفته است، جنگل‌هایی که زمانی کل جلگه شرق تا غرب مازندران در بر می‌گرفته است به کلی از بین رفته و تنها لکه‌های کوچکی از آن جنگل عظیم در ایزدشهر و سمسکنده ساری باقی‌مانده است.
گونه‌های اصلی جانوری منطقهمرال، شوکا، پلنگ، سیاه‌گوش، گربه وحشی ،خرس قهوه‌ای، شغال، گراز، روباه معمولی، تشی، رودک، جوجه تیغی، سنجابک، درختی، قرقاول، کبوتر جنگلی، ابیا، عقاب، کرکس، قرقی، توکای گلوسیاه، توکای پشت بلوطی، مار آبی، و لوس مار و… هستند.

## دریاچه‌ها و آب‌بندان‌ها

آب‌بندان ساروکلا

### رودخانه سیاهرود

پارک ساحلی رودخانه سیاه‌رود در حاشیه کمربندی

### ورزشگاه‌ها و مکان‌های ورزشی مهم

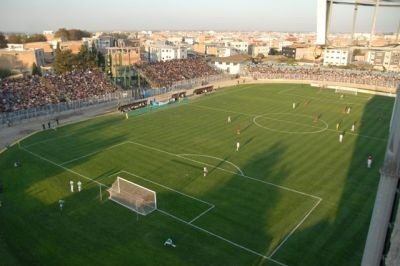
ورزشگاه شهید وطنی